# Пятра Краюлуй
Пятра Краюлуй (на румънски: Munţii Piatra Craiului, в превод „царски камък / скала“) е планина в Румъния, дял от Южните Карпати.
Планината Пятра Краюлуй е тясна и с назъбени върхове. Дълга е около 25 км. Най-високата точка връх Ла Ом (бивш Бачулуй, 2238 м).
Планината е считана за едно от най-красивите места в Карпатите. Обичайната двудневна туристическа пътека север-юг е значително предизвикателство, но представя красиви гледки. Започва или от Плаюл Фои на северозапад, или Курмътура на североизток, продължава с изкачването по хребета, слиза се по изпълнена с препятствия пътека от другата страна и накрая се влиза в карстова област с дълбоки ждрела и котловини, в които водата е издълбала много пещери в скалите.

## Местоположение
Масивът граничи на запад с долината на река Дъмбовица, която го разделя от масива Пъпуша. На северозапад река Бърса при село Курмътура Фои го отделя от Фъгърашките планини и на изток прохода Рукър-Бран го разграничава от планините Бучеджи и Ляота. Южната граница е очертана от долините на реките Дъмбовица и Дъмбовичоара и котловината „Дъмбовишки мост“ (Подул Дъмбовицей).

## Защита на природата
Цялата планина е включена в национален парк Пятра Краюлуй (Parcul Naţional Piatra Craiului).
През 1938 г. на територия от 4,4 км2 в планината е създаден природен резерват. Закон 5 от 2000 г. увеличава защитената площ до 148 км2. През 2003 г. границите са разширени и паркът е зониран. Обявяването за парк става през 1999 г., а през 2005 г. е изработен план за ръководенето му.
В границите на парка се срещат 300 вида гъби, 220 вида лишеи, 100 вида мъхове, 110 вида кормусни растения (една трета от всички растения, които се срещат в Румъния). Тук има 50 вида, ендемични за Карпатите и 2 вида, срещащи се само в Пятра Краюлуй.
Също така тук има два ендемични вида паяци, 270 вида пеперуди, земноводни, влечуги, 110 вида птици (50 записани в Бернската конвенция и 6 в Бонската конвенция), 17 вида прилепи, диви кози и други големи тревопасни, както и много големи хищници (вълк, кафява мечка, рис).

## Достъп
Най-близкият град до националния парк е Зърнещ. Също така той е и най-доброто място за начало на маршрут в северния масив. Градът отстои на 28 км от Брашов, с който е свързан чрез шосе, автобусна линия и железопълна линия. На 11 км от Зърнещ е удобната хижа „Плаюл Фои“, която е добро място за начало на изкачване по хребета.
От югозападната част на Зърнещ започва и черен път към Зърнещкото ждрело и хребета.
Селата Мъгура, Пещера, Чокану и Ширня са интересни места за посещени при спускане по източния склон, защото там е показан традиционният румънски начин на живот.